# Палиндром
Палиндро́м (от др.-греч. πάλιν — «назад, снова» и др.-греч. δρóμος — «бег, движение»), пе́ревертень — число, буквосочетание, слово или текст, одинаково читающееся в обоих направлениях. Например, число 101; слова «топот» в русском языке и фин. saippuakivikauppias (продавец мыльного камня; торговец стеатитом) — самое длинное слово-палиндром в мире; текст «а роза упала на лапу Азора» и прочие являются палиндромами. Дата 22 февраля 2022 года тоже является палиндромом (22022022 по форме ДД-ММ-ГГГГ).
Другое название — палиндро́мон (от др.-греч. πᾰλίν-δρομος— движущийся обратно, возвращающийся).
Иногда палиндромом называют любой симметричный набор символов.

## Разновидности
Теоретики и практики палиндрома выделили многочисленные пограничные с палиндромом формы:
- оборотень — текст, читающийся слева направо иначе, чем справа налево. Например, «МИР УДОБЕН» (обратно читается: «НЕБО ДУРИМ») (Сергей Федин);
- слоговый палиндром — текст, который точно так же (с точностью до пробелов) читается с конца по слогам. Например, «ЛИХАЧИ НА ВСЕХ НАЧИХАЛИ» (Валерий Силиванов);
- словесные и фразовые палиндромы — классические палиндромы, читающиеся с обоих сторон одинаково;
- двуязычные палиндромы — в одну сторону текст читается на одном языке, в обратную — на другом.

Существуют разновидности, когда чтение производится не в обратном направлении, а в прямом, но с другого места в «размноженном» термине, например, кабанкабан, кольцокольцо, викивики и др.

## История
Отдельные палиндромические словосочетания и фразы известны с глубокой древности (древнейшим из известных является SATOR из Геркуланума I века н. э.), когда им зачастую придавался магически-сакральный смысл (не лишена этого оттенка фраза На в лоб, болван, использовавшаяся русскими скоморохами в качестве перформативного высказывания). Авторское творчество в области палиндрома начинается, по-видимому, в Средние века. В русской литературе достоверно известно об авторском палиндромном стихе Державина «Я и́ду съ ме́чемъ судия». Палиндромная строка «А роза упала на лапу Азора» известна с середины XIX века и приписывается Фету. Первую попытку многострочного (и довольно длинного) стихотворного произведения в форме палиндрома предпринял Велимир Хлебников в поэме «Разин». Однако расцвета русский литературный палиндром (преимущественно стихотворный) достиг только в 1970—1990-е годы в творчестве Николая Ладыгина, а затем Владимира Гершуни, Елены Кацюбы и Дмитрия Авалиани. В 1990-х годах началось в России и детальное литературоведческое и лингвистическое изучение палиндромии — прежде всего Александром Бубновым и Германом Лукомниковым. В «палиндромном» 1991 году Герман Лукомников и Андрей Белашкин провели первый фестиваль палиндрома, а в 1992 г. — первую конференцию по проблемам палиндрома, что послужило популяризации жанра и консолидации творческого цеха палиндромистов и исследователей палиндрома..

## Примеры палиндромов
Русский язык:
- АБОБА (известный интернет-мем),
- Лёша на полке клопа нашёл (авторство спорно),
- Аргентина манит негра (авторство спорно[11]),
- Я — арка края (Валерий Брюсов[12]),
- Молебен о коне белом (Илья Фоняков[13]),
- Муза, ранясь шилом опыта, ты помолишься на разум (Дмитрий Авалиани),
- Учуя молоко, я около мяучу (Герман Лукомников),
- Он — верба, но / Она — бревно (Сергей Федин),
- Уж редко рукою окурок держу (Борис Гольдштейн),
- Яд Ефрему, а умер Федя (Александр Бубнов[14]),
- Лег на храм, и дивен и невидим архангел (фольклор[15]),
- Искать такси (авторство спорно),
- Лидер бредил (авторство спорно).
- Муха! О, муха! Велика аки лев! Ах, ум! О ах, ум! (Юрий Коваль).

Более сложным видом палиндрома (словесного, а не буквенного) является стихотворение, построенное по этому принципу, например:

«Жестоко раздумье. Ночное молчанье

Качает виденья былого,

Мерцанье встречает улыбки сурово,

 Страданье

 Глубоко-глубоко!

Страданье сурово улыбки встречает…

Мерцанье былого виденья качает…

Молчанье. Ночное раздумье жестоко»
— В. Брюсов
Результатом опытов поэта-модерниста Велимира Хлебникова с палиндромической поэзией стало его стихотворение «Перевертень»:

Кони, топот, инок,

Но не речь, а черен он.

Идем, молод, долом меди.

Чин зван мечем навзничь.

Голод, чем меч долог?

Пал, а норов худ и дух ворона лап.

А что? Я лов? Воля отча!

Яд, яд, дядя!

Иди, иди!

Мороз в узел, лезу взором.

Солов зов, воз волос.

Колесо. Жалко поклаж. Оселок.

Сани, плот и воз, зов и толп и нас.

Горд дох, ход дрог.

И лежу. — Ужели?

Зол, гол лог лоз.

И к вам и трем с смерти мавки.

Палиндромическое стихотворение неизвестного автора:

Ад. Жажда.

Копоть топок.

Топко. Рукой ищу ноты. Нуль луны — тонущий окурок. Пот.

Но, взлетев, светел звон.

Гимн — и доволен металл. А темнело в один миг.

Надежда нам бог, обман. Ад же дан.

Английский язык:
- «Madam, I’m Adam» («Мадам, я — Адам», — представился первый человек первой женщине)
«Eve» («Ева», — скромно палиндромом ответила она).
- В палиндромичном году (2002) Петер Норвиг (англ. Peter Norvig) закончил пятилетнюю работу с применением компьютера по созданию самого длинного палиндрома на английском языке, состоящего из 17 259 слов. Написанная в традициях классического палиндрома A man, a plan, a canal. Panama («Человек, план, канал — Панама»), но в целом бессмысленная, эта фраза начинается A man, a plan, a cameo, Zena… и заканчивается …Ibanez, OEM, a canal, Panama[17]. Похожие рекорды, но в других «весовых категориях», были установлены Джеральдом Бернсом (англ. Gerald M. Berns, бессмысленный список из 31 358 слов) и Лоуренсом Левиным (англ. Lawrence Levine, связный роман Olson in Oslo из 31 594 слов, написанный с применением странных грамматических структур и архаичного языка и потому трудный для чтения)[17].

Латинский язык:
- Sum summus mus (Я — сильнейшая мышь)

Финский язык:
- Saippuakivikauppias (Торговец щёлоком; самое длинное в мире слово-палиндром)[18]

Греческий язык:
- Эта палиндромная фраза, которая в переводе означает: «Омывайте не только лицо, но и ваши грехи», — вырезана на мраморной купели Софийского собора в Константинополе: Νίψον ανομήματα μη μόναν όψιν[англ.] (Смой грехи, не только лицо).

ΝΙΨΟΝΑΝΟΜΗΜΑΤΑΜΗΜΟΝΑΝΟΨΙΝ

,— Федин С. Н. Лучшие игры со словами. — Москва: Рольф, 1999. — С. 79. — 256 с. — ISBN 5-7836-0178-0.
Чувашский язык:
```
"Харама мар пурăнăçу:

Пама, пама пуçăнăр,
  

Упрама марах!"
```

что в переводе на русский язык означает:
```
"Чтобы не прожить впустую, 

Начинайте давать,

Не хранить!"
[
19
]

                                                                                           (
Марина Карягина
)
```

## Проблема авторства
Для коротких палиндромных текстов существует проблема авторства, поскольку такие «простые» палиндромы приходят в голову многим. Поэтому в 2000 году Сергей Федин опубликовал в палиндромном альманахе «ТиТ» (№ 7, 2001 г.) свою декларацию «Никтоним», призывающую отказываться от авторства палиндромов длиной в шесть слов и менее и подписывать такие мини-палиндромы как «Никтоним». Таким образом, Никтонимами должны бы быть названы, например, такие палиндромы:
- «НА В ЛОБ, БОЛВАН»[20] (фольклор),
- «Мат и тут и там»[21] (Николай Ладыгин),
- «Я аж орала, рожая!»[22] (Владимир Гершуни),
- «Сенсация: поп яйца снес!»[23](Велимир Хлебников(?), Илья Сельвинский, Владимир Софроницкий),
- «А ЛУНА КАНУЛА» (Андрей Вознесенский),
- «А луна, как бы рыбка, канула…»[24] (Айдын Ханмагомедов),
- «Фуэте, уф!» (Дмитрий Авалиани),
- «Умолкло „Му!“»[25] (Бонифаций),
- «Тушит и шут» (Витя Куш),
- «Аки лирика кириллика»[26] (Сергей Федин) и другие.

## В математике
- Числовые палиндромы[27][28]:
  - 676 (наименьшее число-палиндром, являющееся квадратом непалиндрома — 26).
  - 121 (наименьшее число-палиндром, являющееся квадратом не менее чем двузначного палиндрома — 11).
- Проблема 196
- Возвратное уравнение

## В информатике
Палиндромы используются в формулировках олимпиадных задач, связанных с работой со строками. Также задачи, связанные с поиском палиндромов, любят давать на собеседованиях. Для их решения может быть полезным алгоритм поиска самой длинной палиндромиальной подстроки.

## В биологии
В молекулах ДНК присутствует от 100 тысяч до 1 млн коротких палиндромных последовательностей. Принцип их формирования несколько отличается от того, как это происходит для слов и предложений. Поскольку молекула ДНК состоит из двух комплементарных цепочек нуклеотидов, а нуклеотиды всегда соединяются одним и тем же образом (аденин (А) с тимином (Т), цитозин (С) с гуанином (G)), считается, что одноцепочечная последовательность ДНК является палиндромом, если она равна своей комплементарной последовательности, прочитанной задом наперёд. Например, последовательность ACCTAGGT является палиндромной, так как комплементарной ей будет последовательность TGGATCCA, которая совпадает с исходной, прочитанной задом наперёд.
Палиндромные участки распределены по ДНК неравномерно. Они играют важную роль в формировании некоторых типов нуклеиновых кислот, например, в случае транспортных РНК.

## В музыке
Пьесу играют «как обычно», но после того, как она заканчивается, ноты переворачивают и произведение играют заново, причём музыка не изменится. Итераций может быть сколько угодно и неизвестно, что является верхом, а что низом. Такие произведения можно играть вдвоём, читая ноты с разных сторон. Примерами таких музыкальных палиндромов могут являться произведения «Застольная мелодия для двоих» Моцарта и «Путь Мира» Мошелеса, а также Прелюдия и постлюдия из фортепианного цикла Пауля Хиндемита «Ludus tonalis».
Существенно более сложный вид палиндрома реализован в сочинении «Прощание» Луиджи Даллапикколы.